# Rhodolaena coriacea
Rhodolaena coriacea är en tvåhjärtbladig växtart som beskrevs av G. E. Schatz, Lowry och A.-e. Wolf. Rhodolaena coriacea ingår i släktet Rhodolaena och familjen Sarcolaenaceae. Inga underarter finns listade i Catalogue of Life.